# Danny John-Jules
Daniel John-Jules, detto Danny (Londra, 16 settembre 1960), è un attore, cantante e ballerino inglese.

## Filmografia parziale

### Cinema
- La piccola bottega degli orrori (Little Shop of Horrors), regia di Frank Oz (1986)
- Londra mi fa morire (London Kills Me), regia di Hanif Kureishi (1991)
- Lock & Stock - Pazzi scatenati (Lock, Stock and Two Smoking Barrels), regia di Guy Ritchie (1998)
- Blade II, regia di Guillermo del Toro (2002)
- Sucker Punch, regia di Malcolm Martin (2008)
- The Whistleblower, regia di Larysa Kondracki (2010)

### Televisione
- Red Dwarf – serie TV, 73 episodi (1988-2017)
- M.I. High - Scuola di spie (M.I. High) – serie TV, 23 episodi (2007)
- Delitti in Paradiso (Death in Paradise) – serie TV, 60 episodi (2011-2025)
- Delitti in Paradiso - Feste con delitto (Death in Paradise: Christmas Special), regia di Ben Kellett – film TV (2021)

## Doppiatori italiani
- Paolo Marchese in Delitti in Paradiso, Delitti in Paradiso - Feste con delitto
- Stefano Mondini in M.I. High - Scuola di spie
- Angelo Nicotra in Blade II